# Irene Montero Gil
Irene María Montero Gil, kortweg Irene Montero (Madrid, 13 februari 1988) is een Spaans psychologe en politica van de linkse partij Podemos. Zij zit namens die partij in het congres sinds 2016, als deel van de partijalliantie Unidos Podemos. Op het moment is zij minister van Gelijkheid in het kabinet-Sánchez II. 
Op haar 15e wordt Montero lid van de jeugdbeweging van de Communistische Partij. Ze studeert psychologie aan de Universidad Autónoma de Madrid, waar ze afstudeert met een master onderwijspsychologie. Ze heeft nooit haar beroep uitgeoefend en was voor haar relatie met Pablo Iglesias kassamedewerker in een supermarkt.
In 2017 volgt zij Íñigo Errejón op als woordvoerster van die partijalliantie. In 2014 wordt ze lid van Podemos, samen met Rafael Mayoral. Ze is op dat moment actief bij het Plataforma de Afectados por la Hipoteca, een platform dat opkomt voor mensen die problemen hebben bij het aflossen van hun hypotheek. Ze wordt al snel voorzitter van het kabinet van Pablo Iglesias, de partijleider van Podemos, met wie ze later ook een relatie krijgt.
Ze staat op de kieslijst van Unidas Podemos in Madrid en wordt verkozen om in de elfde legislatuur, en daarna nogmaals in de twaalfde legislatuur zitting te nemen in het congres. Vanaf 18 februari 2017 is ze woordvoerder van de fractie, de jongste woordvoerder ooit in Spanje. 
In 2018 komen Montero en Iglesias in opspraak vanwege de aankoop van een vrijstaand huis met een waarde van 660.000€, wat door velen als excessief wordt gezien, gegeven de economische situatie van het land. Er komt een intern referendum binnen Podemos over hun aanblijven, waarin meer dan 66% ervoor kiest met hen door te gaan. Zij kochten dat huis overigens omdat Montero zwanger was van een tweeling van twee jongetjes, die geboren zijn begin juli 2018.